# Dimandougou
Dimandougou est une localité du nord-est de la Côte d'Ivoire, et appartenant au département de Sandégué, district du Zanzan, région du Gontougo. La localité de Dimandougou est un chef-lieu de commune.